# Paraliparis dewitti
Paraliparis dewitti és una espècie de peix pertanyent a la família dels lipàrids. La femella fa 19,2 cm de llargària màxima. Tenen seixanta-sis vèrtebres. És un peix marí i batidemersal que viu entre 1.118 i 1.175 m de fondària al talús continental. És bentònic. Es troba a l'Índic oriental: Austràlia Meridional. És inofensiu per als humans.